# Repräsentantenhaus (Belarus)
Das Repräsentantenhaus (belarussisch Палата Прадстаўнікоў, russisch Палата представителей, vollständige Bezeichnung Repräsentantenhaus der Nationalversammlung der Republik Belarus, belarussisch Палата Прадстаўнікоў Нацыянальнага сходу Рэспублікі Беларусь, russisch Палата представителей Национального Собрания Республики Беларусь) ist das Unterhaus im Zweikammersystem von Belarus. Es befindet sich in der Hauptstadt Minsk.
Das Repräsentantenhaus besteht aus 110 Abgeordneten, die de jure in allgemeiner, freier, gleicher, direkter und geheimer Wahl gewählt werden. Tatsächlich handelt es sich hierbei aber um Scheinwahlen, bei denen keine echten Oppositionsparteien zugelassen sind und die mutmaßlich regelmäßig gefälscht werden.
Die erste Kammer (Oberhaus) der Nationalversammlung wird durch den Rat der Republik gebildet.

## Wahlen
Die letzten Wahlen fanden am 25. Februar 2024 statt, bei denen die Regierungspartei Belaja Rus von Machthaber Aljaksandr Lukaschenka erstmals offiziell als Partei (statt als unabhängige Kandidaten) antrat.
| Partei                                              | Anzahl der Abgeordneten | Anzahl der Abgeordneten | Anzahl der Abgeordneten | Anzahl der Abgeordneten |
| Partei                                              | 2012                    | 2016                    | 2019                    | 2024                    |
| --------------------------------------------------- | ----------------------- | ----------------------- | ----------------------- | ----------------------- |
| Liberal-Demokratische Partei                        | 0                       | 1                       | 1                       | 4                       |
| Vereinigte Bürgerpartei                             | 0                       | 1                       | 0                       | 0                       |
| Partyja BNF                                         | 0                       | 0                       | 0                       | 0                       |
| Kommunistische Partei von Belarus                   | 3                       | 8                       | 11                      | 7                       |
| Republikanische Partei für Arbeit und Gerechtigkeit | 1                       | 3                       | 6                       | 8                       |
| Belarussische Patriotische Partei                   | 0                       | 3                       | 2                       | 0                       |
| Agrarpartei                                         | 1                       | 0                       | 1                       | 0                       |
| Belaja Rus                                          |                         |                         |                         | 51                      |
| Parteilose                                          | 105                     | 94                      | 89                      | 40                      |